# Liste des événements Q-dance
 (décembre 2018).
Si vous disposez d'ouvrages ou d'articles de référence ou si vous connaissez des sites web de qualité traitant du thème abordé ici, merci de compléter l'article en donnant les références utiles à sa vérifiabilité et en les liant à la section « Notes et références ».
 (janvier 2018).

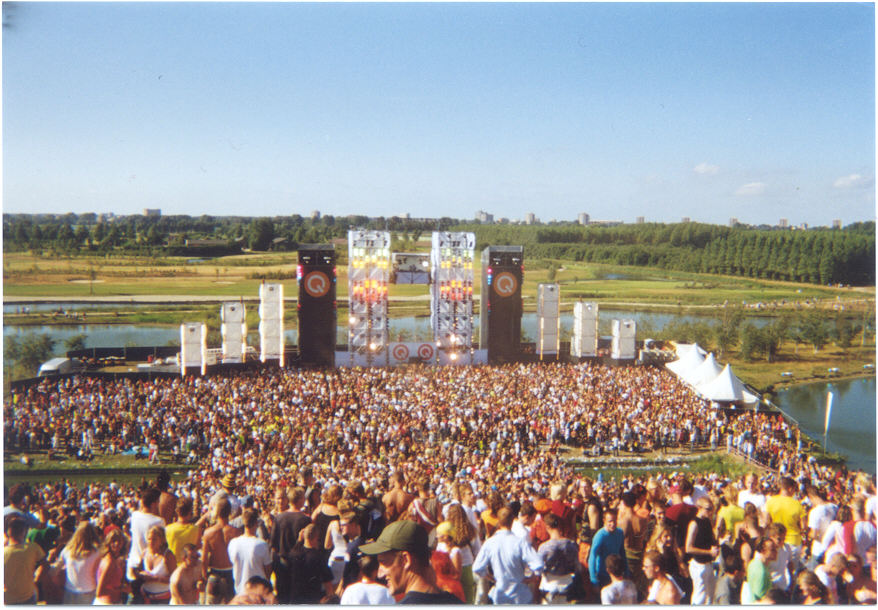
Q-dance, Mysteryland 2003, Pays-Bas.

Cet article recense tous les événements organisés par la société événementielle néerlandaise Q-dance, l'une des plus célèbres organisatrices d'événements axés hardstyle ; elle inclut également d'autres variantes de musiques électroniques comme la techno et le gabber. La liste des événements est classée chronologiquement.

## Liste

### 1999
| Events        | Date              | Lieu         | Ville   |
| ------------- | ----------------- | ------------ | ------- |
| Houseqlassics | 20 mars 1999      | Hemkade 48   | Zaandam |
| Houseqlassics | 11 septembre 1999 | Vechtsebanen | Utrecht |

### 2000
| Events                                    | Date              | Lieu             | Ville     |
| ----------------------------------------- | ----------------- | ---------------- | --------- |
| '91-'92 Oldstyle Outburst                 | 5 février 2000    | Hemkade 48       | Zaandam   |
| Houseqlassics                             | 25 mars 2000      | Vechtsebanen     | Utrecht   |
| '91-'92 Oldstyle Outburst                 | 13 mars 2000      | Hemkade 48       | Zaandam   |
| Qlimax                                    | 3 juin 2000       | Beursgebouw      | Eindhoven |
| Hardcore Resurrection - organisé par ID&T | 22 juillet 2000   | Vechtsebanen     | Utrecht   |
| '91-'92 Golden Edition                    | 29 juillet 2000   | Hemkade 48       | Zaandam   |
| Fun Festival                              | 19 août 2000      | Hemkade 48       | Zaandam   |
| Houseqlassics                             | 16 septembre 2000 | Hemkade 48       | Zaandam   |
| Qlimax                                    | 21 octobre 2000   | USC De Boelelaan | Amsterdam |
| '91-'92 The Final Outburst                | 4 novembre 2002   | Hemkade 48       | Zaandam   |
| Hardhouse Explosion                       | 9 décembre 2000   | Hemkade 48       | Zaandam   |

### 2001
| Events                | Date              | Lieu                | Ville     |
| --------------------- | ----------------- | ------------------- | --------- |
| Qlimax                | 3 février 2001    | USC De Boelelaan    | Amsterdam |
| Qlubtempo #1          | 24 février 2001   | Hemkade 48          | Zaandam   |
| Houseqlassics         | 24 mars 2001      | Vechtsebanen        | Utrecht   |
| Qlubtempo #2          | 31 mars 2001      | Hemkade 48          | Zaandam   |
| Qlubtempo #3          | 28 avril 2001     | Hemkade 48          | Zaandam   |
| Qontact               | 29 avril 2001     | Heineken Music Hall | Amsterdam |
| Qlubtempo #4          | 26 mai 2001       | Hemkade 48          | Zaandam   |
| Qlimax                | 2 juin 2001       | Heineken Music Hall | Amsterdam |
| Qlubtempo #5          | 30 juin 2001      | Hemkade 48          | Zaandam   |
| Hardcore Resurrection | 21 juillet 2001   | Hemkade 48          | Zaandam   |
| Qlubtempo #6          | 28 juillet 2001   | Hemkade 48          | Zaandam   |
| Qlubtempo #7          | 25 août 2001      | Hemkade 48          | Zaandam   |
| Houseqlassics         | 15 septembre 2001 | Heineken Music Hall | Amsterdam |
| Qlubtempo #8          | 29 septembre 2001 | Hemkade 48          | Zaandam   |
| Qlubtempo #9          | 27 octobre 2001   | Hemkade 48          | Zaandam   |
| '91-'92 The Dominator | 3 novembre 2001   | USC De Boelelaan    | Amsterdam |
| Qlimax                | 8 décembre 2001   | Heineken Music Hall | Amsterdam |
| Qontact               | 31 décembre 2001  | Heineken Music Hall | Amsterdam |

### 2002
| Events                     | Date              | Lieu                | Ville      |
| -------------------------- | ----------------- | ------------------- | ---------- |
| Teqnology                  | 23 février 2002   | Heineken Music Hall | Amsterdam  |
| Houseqlassics              | 23 mars 2002      | Heineken Music Hall | Amsterdam  |
| club Q-Base Opening        | 30 mars 2002      | Hemkade 48          | Zaandam    |
| club Q-Base Techno         | 6 avril 2002      | Hemkade 48          | Zaandam    |
| Qlimax                     | 6 avril 2002      | Thialf Stadion      | Heerenveen |
| club Q-Base Trance         | 13 avril 2002     | Hemkade 48          | Zaandam    |
| club Q-Base Hardstyle      | 20 avril 2002     | Hemkade 48          | Zaandam    |
| club Q-Base Classics       | 27 avril 2002     | Hemkade 48          | Zaandam    |
| Qontact                    | 29 avril 2002     | Beursgebouw         | Eindhoven  |
| Qontact                    | 29 avril 2002     | Heineken Music Hall | Amsterdam  |
| club Q-Base Techno         | 4 mai 2002        | Hemkade 48          | Zaandam    |
| club Q-Base Trance         | 11 mai 2002       | Hemkade 48          | Zaandam    |
| club Q-Base Hardstyle      | 18 mai 2002       | Hemkade 48          | Zaandam    |
| club Q-Base Classics       | 25 mai 2002       | Hemkade 48          | Zaandam    |
| club Q-Base Techno         | 1er juin 2002     | Hemkade 48          | Zaandam    |
| Qlubtempo HMH              | 1er juin 2002     | Heineken Music Hall | Amsterdam  |
| club Q-Base Trance         | 8 juin 2002       | Hemkade 48          | Zaandam    |
| club Q-Base Hardstyle      | 15 juin 2002      | Hemkade 48          | Zaandam    |
| club Q-Base Classics       | 22 juin 2002      | Hemkade 48          | Zaandam    |
| club Q-Base Summer Special | 29 juin 2002      | Hemkade 48          | Zaandam    |
| club Q-Base Techno         | 6 juillet 2002    | Hemkade 48          | Zaandam    |
| club Q-Base Trance         | 13 juillet 2002   | Hemkade 48          | Zaandam    |
| club Q-Base Hardstyle      | 20 juillet 2002   | Hemkade 48          | Zaandam    |
| club Q-Base Classics       | 27 juillet 2002   | Hemkade 48          | Zaandam    |
| club Q-Base Techno         | 3 août 2002       | Hemkade 48          | Zaandam    |
| club Q-Base Hardstyle      | 17 août 2002      | Hemkade 48          | Zaandam    |
| club Q-Base Classics       | 24 août 2002      | Hemkade 48          | Zaandam    |
| Hardcore Resurrection      | 31 août 2002      | Hemkade 48          | Zaandam    |
| club Q-Base Summer Special | 31 août 2002      | Hamkade 48          | Zaandam    |
| Houseqlassics              | 14 septembre 2002 | Heineken Music Hall | Amsterdam  |
| Qlimax                     | 21 septembre 2002 | SilverDome          | Zoetermeer |
| Qlubtempo #10              | 28 septembre 2002 | Hamkade 48          | Zaandam    |
| Qlubtempo #11              | 19 octobre 2002   | Hemkade 48          | Zaandam    |
| X-Qlusive Italy            | 26 octobre 2002   | Heineken Music Hall | Amsterdam  |
| Qlubtempo #12              | 23 novembre 2002  | Hemkade 48          | Zaandam    |
| Teqnology                  | 30 novembre 2002  | Heineken Music Hall | Amsterdam  |
| Qlubtempo #13              | 28 décembre 2002  | Hemkade 48          | Zaandam    |
| Qontact                    | 31 décembre 2002  | Heineken Music Hall | Amsterdam  |

### 2003
| Events                                       | Date              | Lieu                | Ville               |
| -------------------------------------------- | ----------------- | ------------------- | ------------------- |
| Qlubtempo #14                                | 18 janvier 2003   | Hemkade 48          | Zaandam             |
| X-Qlusive Dana                               | 25 janvier 2003   | Heineken Music Hall | Amsterdam           |
| Qlubtempo #15                                | 15 février 2003   | Hemkade 48          | Zaandam             |
| Housqlassics                                 | 22 février 2003   | Heineken Music Hall | Amsterdam           |
| Teqnology                                    | 15 mars 2003      | Heineken Music Hall | Amsterdam           |
| Qlubtempo #16                                | 29 mars 2003      | Hemkade 48          | Zaandam             |
| Aqtivate                                     | 5 avril 2003      | Hemkade 48          | Zaandam             |
| Qlimax                                       | 12 avril 2003     | Thailf Stadion      | Heerenveen          |
| Qlubtempo #17                                | 29 avril 2003     | Hemkade 48          | Zaandam             |
| Qontact                                      | 29 avril 2003     | Beursgebouw         | Eindhoven           |
| Qontact                                      | 29 avril 2003     | Heineken Music Hall | Amsterdam           |
| Q-beach - Opening                            | 3 mai 2003        | Q-beach             | Bloemendaal aan Zee |
| Q-beach - Defqon 1 Talent Night #1           | 8 mai 2003        | Q-beach             | Bloemendaal aan Zee |
| Q-beach Saturday Pre-Party                   | 10 mai 2003       | Q-beach             | Bloemendaal aan Zee |
| Q-beach - Defqon 1 Talent Night #2           | 15 mai 2003       | Q-beach             | Bloemendaal aan Zee |
| Q-beach Saturday Pre-Party                   | 17 mai 2003       | Q-beach             | Bloemendaal aan Zee |
| Q-beach - Defqon 1 Talent Night #3           | 22 mai 2003       | Q-beach             | Bloemendaal aan Zee |
| Qlubtempo #18                                | 24 mai 2003       | Hemkade 48          | Zaandam             |
| Q-beach - Hemelvaartsdag                     | 29 mai 2003       | Q-beach             | Bloemendaal aan Zee |
| X-Qlusive Holland                            | 31 mai 2003       | Heineken Music Hall | Amsterdam           |
| Q-beach - Defqon 1 Talent Night #5           | 5 juin 2003       | Q-beach             | Bloemendaal aan Zee |
| Q-beach - Defqon 1 Talent Night #6           | 12 juin 2003      | Q-beach             | Bloemendaal aan Zee |
| Defqon 1 Festival                            | 14 juin 2003      | Almere Strand       | Almere              |
| Defqon 1 - Afterparty                        | 14 juin 2003      | Hemkade 48          | Zaandam             |
| Q-beach - Talent night                       | 19 juin 2003      | Q-beach             | Bloemendaal aan Zee |
| Qlubtempo #19                                | 28 juin 2003      | Hemkade 48          | Zaandam             |
| Super Marco May vs. Deepack's Birthday Party | 5 juillet 2003    | Hemkade 48          | Zaandam             |
| Qlubtempo #20                                | 19 juillet 2003   | Hemkade 48          | Zaandam             |
| Hardcore Resurrection                        | 26 juillet 2003   | Heineken Music Hall | Amsterdam           |
| Beach-Bop                                    | 27 juillet 2003   | Q-beach             | Bloemendaal aan Zee |
| Q-beach - Membernight                        | 29 juillet 2003   | Q-beach             | Bloemendaal aan Zee |
| Q-beach - Releaseparty                       | 6 août 2003       | Q-beach             | Bloemendaal aan Zee |
| Q-dance @ Mystery Land                       | 23 août 2003      | ???                 | ???                 |
| Qlubtempo #21                                | 23 août 2003      | Hemkade 48          | Zaandam             |
| Beach-Bop                                    | 31 août 2003      | Q-beach             | Bloemendaal aan Zee |
| Houseqlassics                                | 6 septembre 2003  | Heineken Music Hall | Amsterdam           |
| Qlubtempo #22                                | 27 septembre 2003 | Hemkade 48          | Zaandam             |
| Q-beach - Slotfeest                          | 28 septembre 2003 | Q-beach             | Bloemendaal aan Zee |
| Qlubtempo #23                                | 18 octobre 2003   | Hemkade 48          | Zaandam             |
| X-Qlusive Germany                            | 1er novembre 2003 | Heineken Music Hall | Amsterdam           |
| Qlimax                                       | 22 novembre 2003  | Gelredome           | Arnhem              |
| Qlubtempo #24                                | 29 novembre 2003  | Hemkade 48          | Zaandam             |
| Technoboy's Birthday Party                   | 27 décembre 2003  | Hemkade 48          | Zaandam             |
| Qlubtempo #25                                | 31 décembre 2003  | Heineken Music Hall | Amsterdam           |

### 2004
| Nom                            | Date         | Localisation                              |
| ------------------------------ | ------------ | ----------------------------------------- |
| Teqnology                      | 30 March     | Heineken Music Hall Amsterdam             |
| In Qontrol                     | 10 avril     | RAI Amsterdam                             |
| Qontact                        | 29 avril     | Heineken Music Hall Amsterdam             |
| Seqtion                        | 29 avril     | Hemkade 48 Zaandam                        |
| Q-beach opening                | 2 mai        | Q-beach                                   |
| Q-beach talent night #1        | 10 juin      | Q-beach Bloemendaal                       |
| Q-beach talent night #2        | 11 juin      | Q-beach Bloemendaal                       |
| Q-beach talent night #3        | 17 juin      | Q-beach Bloemendaal                       |
| Q-beach talent night #4        | 18 juin      | Q-beach Bloemendaal                       |
| Defqon.1 Festival              | 19 juin      | Almere Strand                             |
| Beachbop                       | 27 juin      | Q-beach Bloemendaal                       |
| Resurreqtion                   | 24 juillet   | Heineken Music Hall Amsterdam             |
| Q-dance @ The Marlboro Masters | 8 août       | Circuit Park Zandvoort                    |
| Q-dance @ Mysteryland          | 21 août      | Voormaling Floriadeterrein Haarlemmermeer |
| Houseqlassics                  | 11 septembre | Heineken Music Hall Amsterdam             |
| Q-Base                         | 18 septembre | Airport Weeze (DE)                        |
| X-Qlusive Labels & Live Acts   | 16 octobre   | Heineken Music Hall Amsterdam             |
| Teqnology                      | 6 novembre   | Heineken Music Hall Amsterdam             |
| Qlimax                         | 27 novembre  | GelreDome Arnhem                          |
| Q-dance @ Innercity            | 18 décembre  | RAI Amsterdam                             |

### 2005
| Name                                | Date         | Location                                 |
| ----------------------------------- | ------------ | ---------------------------------------- |
| X-Qlusive Pavo                      | 29 January   | Heineken Music Hall Amsterdam            |
| Houseqlassics                       | 28 février   | Heineken Music Hall Amsterdam            |
| DJ Luna Show Tour – Time Out        | 11 mars      | Time Out Gemert                          |
| DJ Luna Show Tour – Asta            | 18 mars      | Asta Den Haag                            |
| In Qontrol                          | 19 mars      | RAI Amsterdam                            |
| DJ Luna Show Tour - Nightlife       | 25 mars      | Nightlive Maastricht                     |
| DJ Luna Show Tour - Starlight       | 1 avril      | Starlight Nijkerkerveen                  |
| DJ Luna Show Tour - The Powerzone   | 8 avril      | The Powerzone Amsterdam                  |
| DJ Luna Show Tour - The Matrixx     | 21 mai       | The Matrixx Nijmegen                     |
| DJ Luna - The One Man Show          | 21 mai       | GelreDome Arnhem                         |
| History of Hardcore - The Dreamteam | 28 mai       | Heineken Music Hall Amsterdam            |
| Defqon.1 Festival                   | 18 juin      | Almere Strand                            |
| Dominator                           | 30 juin      | Het Rutbeek Enschede                     |
| Q-dance @ Nature One                | 5 août       | Rakettenbasis Pydna (DE)                 |
| Q-dance @ Tomorrowland              | 14 août      | De Schorre (BE)                          |
| Q-dance @ Mysteryland               | 27 août      | Voormalig Floriadeterrein Haarlemmermeer |
| Q-Base                              | 10 septembre | Airport Weeze (DE)                       |
| Qlubtempo                           | 8 octobre    | Heineken Music Hall Amsterdam            |
| Houseqlassics                       | 12 novembre  | Heineken Music Hall Amsterdam            |
| Qlimax                              | 19 novembre  | Gelredome, Arnhem                        |
| QrimeTime                           | 31 décembre  | Heineken Music Hall Amsterdam            |

### 2006
| Nom                           | Date        | Localisation                             |
| ----------------------------- | ----------- | ---------------------------------------- |
| X-Qlusive The Prophet         | 28 janvier  | Heineken Music Hall Amsterdam            |
| Qlimax (BE)                   | 4 février   | Ethias Arena Hasselt (BE)                |
| Supersized invites Qlubtempo  | 25 février  | Outland Rotterdam                        |
| Teqnology                     | 25 février  | Heineken Music Hall Amsterdam            |
| Qlubtempo                     | 4 mars      | Hemkade 48 Zaandam                       |
| In Qontrol                    | 15 avril    | RAI Amsterdam                            |
| Kings & Queens                | 29 avril    | Outland Rotterdam                        |
| X-Qlusive Holland vs. Italy   | 27 mai      | Heineken Music Hall Amsterdam            |
| Defqon.1 Festival             | 17 juin     | Almere Strand                            |
| Inqoming                      | 15 juillet  | Outland Rotterdam                        |
| Q-dance @ Tomorrowland        | 30 juillet  | De Schorre (BE)                          |
| Q-dance @ Streetparade Zurich | 12 août     | Centrum Zurich (CH)                      |
| Q-dance @ Mysteryland         | 26 août     | Voormalig Floriadeterrein Haarlemmermeer |
| Q-Base                        | 9 septembre | Airport Weeze (DE)                       |
| Qlubtempo                     | 14 octobre  | Heineken Music Hall Amsterdam            |
| Houseqlassics                 | 11 novembre | Heineken Music Hall Amsterdam            |
| Qlimax                        | 25 novembre | GelreDome Arnhem                         |
| QrimeTime                     | 31 décembre | Heineken Music Hall Amsterdam            |

### 2007
| Nom                         | Date         | Localisation                             |
| --------------------------- | ------------ | ---------------------------------------- |
| X-Qlusive Zany              | 27 janvier   | Heineken Music Hall Amsterdam            |
| In Qontrol                  | 14 avril     | RAI Amsterdam                            |
| Q-dance @ Monday Bar Cruise | 1 juin       | Tallink Terminal Stockholm (SE)          |
| Defqon.1 Festival           | 16 juillet   | Almere Strand                            |
| Dominator                   | 28 juillet   | Stadspark Groningen                      |
| Q-dance @ Tomorrowland      | 29 juillet   | De Schorre (BE)                          |
| Q-dance @ Mysteryland       | 25 août      | Voormalig Floriadeterrein Haarlemmermeer |
| Q-Base                      | 8 septembre  | Airport Weeze (DE)                       |
| X-Qlusive Zany              | 29 septembre | Brabanthal Leuven (BE)                   |
| Qlubtempo                   | 13 octobre   | Heineken Music Hall Amsterdam            |
| Houseqlassics               | 10 novembre  | Heineken Music Hall Amsterdam            |
| Qlimax                      | 17 novembre  | GelreDome Arnhem                         |
| Qlimax                      | 1 décembre   | Ethias Arena Hasselt (BE)                |
| QrimeTime                   | 31 décembre  | Heineken Music Hall Amsterdam            |

### 2008
| Nom                                | Date        | Localisation                              |
| ---------------------------------- | ----------- | ----------------------------------------- |
| X-Qlusive Showtek                  | 26 janvier  | Heineken Music Hall Amsterdam             |
| Q-dance presents: Promo            | 1er mars    | Heineken Music Hall Amsterdam             |
| Q-dance Australia Tour - Sydney    | 20 mars     | Hordern Pavilion Sydney (AU)              |
| Q-dance Australia Tour - Melbourne | 21 mars     | Palace Theatre Melbourne (AU)             |
| Q-dance Australia Tour - Brisbane  | 22 mars     | The Arena Brisbane (AU)                   |
| In Qontrol                         | 19 avril    | RAI Amsterdam                             |
| Q-dance @ Monday Bar Cruise        | 30 mai      | Tallink Terminal Stockholm (SE)           |
| Defqon.1 Festival                  | 14 juin     | Almere Strand                             |
| Dominator                          | 26 juillet  | Vlietland Leidschendam-Voorburg           |
| Q-dance @ Tomorrowland             | 27 juillet  | De Schorre (BE)                           |
| Q-dance @ Rimini                   | 8 août      | Altromondo Studios Rimini (IT)            |
| The Qontinent                      | 9 août      | Recr. gebied Puyenbroeck, Wachtebeke (BE) |
| Q-dance @ Mysteryland              | 23 août     | Voormalig Floriadeterrein Haarlemmermeer  |
| Q-Base                             | 30 août     | Airport Weeze (DE)                        |
| Q-dance @ Planet Love              | 6 septembre | Shane’s Castle Belfast (UK)               |
| Q-dance presents: Scantraxx        | 4 octobre   | Heineken Music Hall Amsterdam             |
| Houseqlassics                      | 8 novembre  | Heineken Music Hall Amsterdam             |
| Q-dance@ Ghedi                     | 15 novembre | Discoteca Florida Ghedi (IT)              |
| Qlimax                             | 22 novembre | GelreDome Arnhem                          |
| X-Qlusive Showtek – Sydney         | 19 décembre | Hordern Pavilion Sydney (AU)              |
| X-Qlusive Showtek – Melbourne      | 20 décembre | Festival Hall Melbourne (AU)              |
| Qountdown                          | 31 décembre | Heineken Music Hall Amsterdam             |

### 2009
| Nom                                                 | Date         | Localisation                              |
| --------------------------------------------------- | ------------ | ----------------------------------------- |
| X-Qlusive Technoboy                                 | 24 janvier   | Heineken Music Hall Amsterdam             |
| The sound of Q-dance world tour - Charmes           | 21 février   | Club Le Sphinx Charmes (FR)               |
| The sound of Q-dance world tour - Sydney            | 21 mars      | Hordern Pavilion Sydney (AU)              |
| Q-dance presents: Promo                             | 21 mars      | Heineken Music Hall Amsterdam             |
| The sound of Q-dance world tour - Glasgow           | 11 avril     | O2 Academy Glasgow (UK)                   |
| The sound of Q-dance world tour - Belfast           | 13 avril     | St. Georges Market Belfast (UK)           |
| In Qontrol                                          | 25 avril     | RAI Amsterdam                             |
| The sound of Q-dance world tour – Monday Bar Cruise | 5 juin       | Tallink Terminal Stockholm (SE)           |
| The sound of Q-dance world tour - Poznań            | 6 juin       | Tor Poznań (PL)                           |
| Defqon.1 Festival                                   | 13 juin      | Almere Strand                             |
| Dominator                                           | 25 juillet   | E3 Strand Eersel                          |
| Q-dance @ Tomorrowland                              | 25 juillet   | De Schorre (BE)                           |
| The Qontinent                                       | 7 août       | Recr. gebied Puyenbroeck, Wachtebeke (BE) |
| Q-dance @ Mysteryland                               | 29 août      | Voormalig Floriadeterrein Haarlemmermeer  |
| Q-Base                                              | 12 septembre | Airport Weeze (DE)                        |
| Defqon.1 Australia                                  | 19 septembre | Sydney International Regatta Centre (AU)  |
| X-Qlusive Holland                                   | 10 octobre   | Heineken Music Hall Amsterdam             |
| Houseqlassics                                       | 7 novembre   | Heineken Music Hall Amsterdam             |
| Qlimax                                              | 21 novembre  | GelreDome Arnhem                          |
| X-Qlusive Technoboy Australia                       | 19 décembre  | Hordern Pavilion Sydney (AU)              |
| Qountdown                                           | 31 décembre  | Heineken Music Hall Amsterdam             |

### 2010
| Nom                                           | Date           | Localisation                              |
| --------------------------------------------- | -------------- | ----------------------------------------- |
| X-Qlusive Headhunterz                         | 30 janvier     | Heineken Music Hall Amsterdam             |
| In Qontrol                                    | 17 avril       | RAI Amsterdam                             |
| Q-dance @ Global Gathering Poland             | 5 juin         | Tor Poznań (PL)                           |
| Defqon.1 Festival                             | 21 juin        | Almere Strand                             |
| De Q-dance Feestfabriek – 10 Years of Q-dance | 10 juillet     | Amsterdam ArenA                           |
| Dominator                                     | 24 juillet     | E3 Strand Eersel                          |
| Q-dance @ Tomorrowland                        | 24, 25 juillet | De Schorre (BE)                           |
| The Qontinent                                 | 14, 15 août    | Recr. gebied Puyenbroeck, Wachtebeke (BE) |
| Q-dance @ Mysteryland                         | 28 août        | Voormalig Floriadeterrein Haarlemmermeer  |
| Q-dance @ Planet Love                         | 10 septembre   | King's Hall Showgrounds (UK)              |
| Q-Base                                        | 11 septembre   | Airport Weeze (DE)                        |
| Defqon.1 Australia                            | 18 septembre   | Sydney International Regatta Centre (AU)  |
| Q-dance presents: Fusion                      | 2 octobre      | Heineken Music Hall Amsterdam             |
| Houseqlassics                                 | 6 novembre     | Heineken Music Hall Amsterdam             |
| Qlimax                                        | 27 novembre    | GelreDome Arnhem                          |
| Qountdown                                     | 31 décembre    | Heineken Music Hall Amsterdam             |

### 2011
| Nom                          | Date               | Localisation                              |
| ---------------------------- | ------------------ | ----------------------------------------- |
| X-Qlusive D-Block & S-te-Fan | 22 janvier         | Heineken Music Hall Amsterdam             |
| Defqon.1 Festival            | 24, 25, 26 juin    | Evenemententerrein Biddinghuizen          |
| Q-dance @ Tomorrowland       | 22, 23, 24 juillet | De Schorre (BE)                           |
| Dominator                    | 30 juillet         | E3 Strand Eersel                          |
| The Qontinent                | 13, 14 août        | Recr. gebied Puyenbroeck, Wachtebeke (BE) |
| Q-dance @ Mysteryland        | 27 août            | Voormalig Floriadeterrein Haarlemmermeer  |
| Q-Base                       | 10 septembre       | Airport Weeze (DE)                        |
| Defqon.1 Australia           | 17 septembre       | Sydney International Regatta Centre (AU)  |
| X-Qlusive Italy              | 1er octobre        | Heineken Music Hall Amsterdam             |
| QORE 3.0                     | 5 novembre         | Heineken Music Hall Amsterdam             |
| Qlimax                       | 26 novembre        | GelreDome Arnhem                          |
| Q-dance @ Mysteryland Chile  | 17 décembre        | Picarquin, Mostazal (CL)                  |
| The Final Qountdown          | 31 décembre        | Heineken Music Hall Amsterdam             |

### 2012
| Nom                                  | Date                | Localisation                              |
| ------------------------------------ | ------------------- | ----------------------------------------- |
| X-Qlusive Noisecontrollers           | 21 janvier          | Heineken Music Hall Amsterdam             |
| Q-dance presents: Scantraxx 10 years | 14 avril            | Heineken Music Hall Amsterdam             |
| Q-dance @ Electric Daisy Carnival    | 8, 9, 10 juin       | Las Vegas Motor Speedway (V.S.)           |
| Defqon.1 Festival                    | 21, 22, 23, 24 juin | Evenemententerrein Biddinghuizen          |
| Dominator                            | 21 juillet          | E3 Strand Eersel                          |
| Q-dance @ Tomorrowland               | 27, 28, 29 juillet  | De Schorre (BE)                           |
| The Qontinent                        | 10, 11, 12 août     | Recr. gebied Puyenbroeck, Wachtebeke (BE) |
| Q-dance @ Mysteryland                | 25 août             | Voormalig Floriadeterrein Haarlemmermeer  |
| Q-Base                               | 8 septembre         | Airport Weeze (DE)                        |
| Defqon.1 Australia                   | 15 septembre        | Sydney International Regatta Centre (AU)  |
| Hard with Style                      | 20 octobre          | ZiggoDome Amsterdam                       |
| Qlimax                               | 24 novembre         | GelreDome Arnhem                          |
| FreaQshow                            | 31 décembre         | ZiggoDome Amsterdam                       |

### 2013
| Nom                  | Date            | Localisation                      |
| -------------------- | --------------- | --------------------------------- |
| X-Qlusive Wildstylez | 19 janvier      | Heineken Music Hall Amsterdam     |
| QULT #5              | 2 février       | Westerunie                        |
| Qapital              | 6 avril         | ZiggoDome Amsterdam               |
| IQON                 | 20 avril        | Sydney International Dragway (AU) |
| Defqon.1 Festival    | 21, 22, 23 juin | Evenemententerrein Biddinghuizen  |
| Q-Base               | 7 septembre     | Aéroport de Weeze (DE)            |
| Freaqshow            | 31 décembre     | ZiggoDome Amsterdam               |